# Els Prats de Rei
Els Prats de Rei är en kommun i Spanien.   Den ligger i provinsen Província de Barcelona och regionen Katalonien, i den östra delen av landet, 500 km öster om huvudstaden Madrid. Antalet invånare är 534. Arean är 26,1 kvadratkilometer. Els Prats de Rei gränsar till Aguilar de Segarra, Pujalt, Sant Martí Sesgueioles, Calaf, Sant Pere Sallavinera, Rubió, Veciana och Copóns. 
Terrängen i Els Prats de Rei är huvudsakligen platt.